# サン＝ルイ (セネガル)
サン＝ルイ（Saint-Louis）は、セネガルの北西部に位置する都市である。サンルイ州の州都であり、セネガル川の河口に位置する。ウォロフ語では、『ンダール』（Ndar）とよばれている。

## 歴史
1659年フランスによって建設され、セネガル川の水運によって流域内陸部のアラビアゴムや奴隷を取引する交易港として発展した。1758年にイギリスに占領され、1778年までイギリスの統治が続いたものの、同年フランスが奪回して1783年のパリ条約によりふたたびフランス領に復帰した。19世紀前半にはアラビアゴム交易の隆盛により繁栄し、1840年には人口が13500人にまで増加している。フランス領セネガルの首都、1895年にはフランス領西アフリカの首都となったが、1902年にいずれもダカールに遷された。
1885年にダカールと鉄道で結ばれ、この鉄道は今も稼働中である。

## 教育
セネガルの第二の国立大学でもあるガストン・ベルジェ大学がある。

## 姉妹都市
- フェズ（モロッコ）
- リエージュ（ベルギー）
- リール（フランス）
- トゥールーズ（フランス）
- セントルイス（アメリカ合衆国）
- フォルタレザ(ブラジル)

## 著名人
- ガストン・ベルジェ - 哲学者、実業家
- イスマイラ・サール - サッカー選手
- パパ・ワイゴ - サッカー選手